# Cappella della Madonna di Costantinopoli

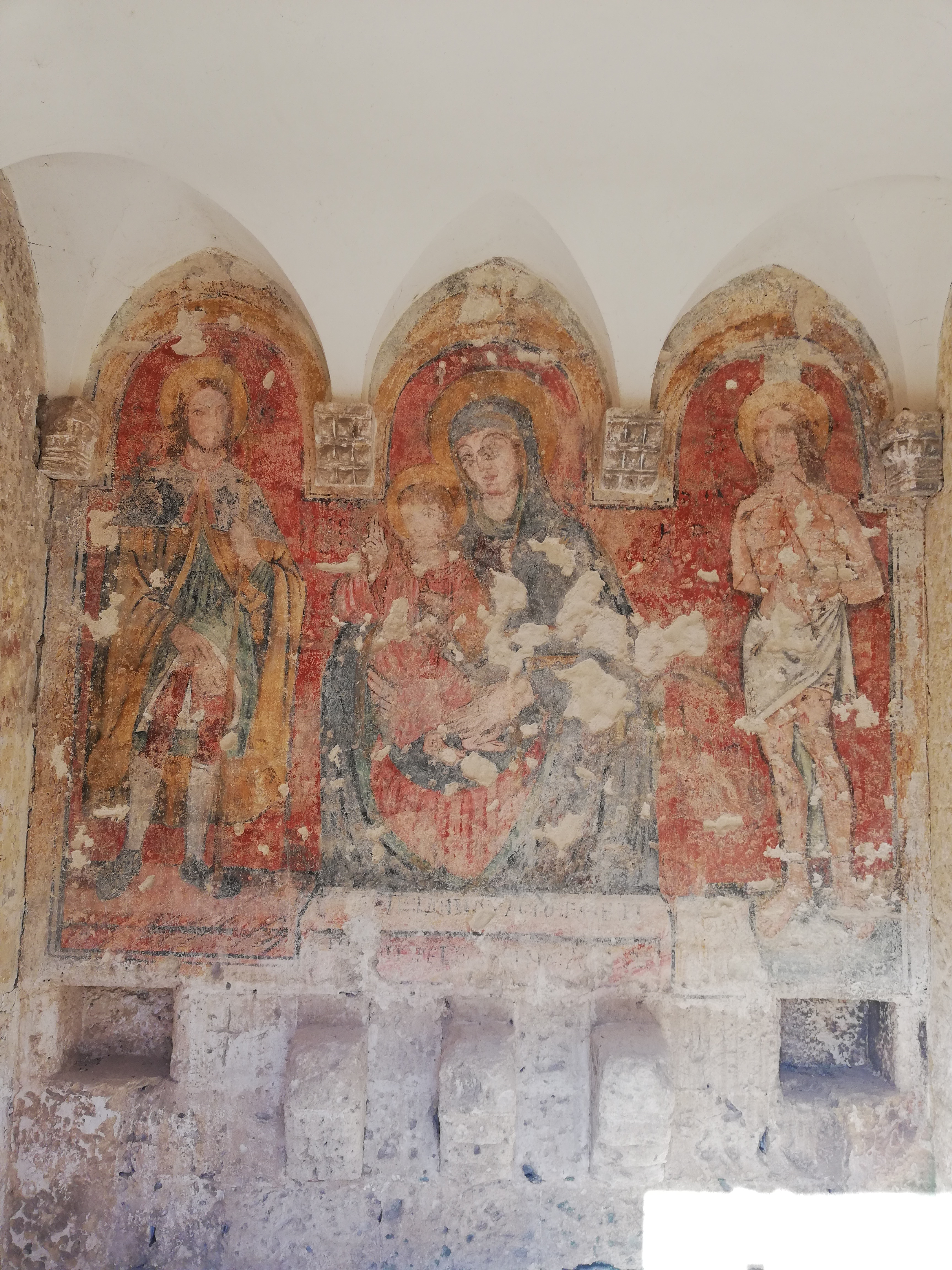
Affresco raffigurante San Rocco, la Madonna con Bambino e San Sebastiano

La cappella della Madonna di Costantinopoli è un edificio religioso di Mottola risalente al XVI secolo.
Il culto della Madonna di Costantinopoli venne introdotto dai monaci basiliani che, perseguitati dall'Imperatore d'Oriente Leone III l'Isaurico, nell'VIII secolo fuggirono verso occidente portando con loro le immagini sacre della Vergine. Successivamente il culto si diffuse in tutta la Puglia. Le prime citazioni della Cappella si hanno nelle "relatio ad limina" dei Vescovi mottolesi del XVII e XVIII secolo. A quell'immagine i fedeli diedero il nome di Madonna di Costantinopoli. Alla stessa, che i mottolesi hanno sempre chiamato "la Madonna Gnòr" cioè la Madonna Nera per il colore del viso, è stata dedicata la costruzione che si trova a circa un kilometro a nord-ovest della città, in contrada Patrella. La cappella è di forma quadrata con il lato esterno lungo tre passi. L'altare di fronte alla porta è solo accennato. Sulle pareti sono raffigurate tre immagini di Santi: a sinistra è raffigurato San Rocco, a destra San Sebastiano e al centro una Madonna con Bambino.